# Anolis marron
Espèce
Synonymes
- Ctenonotus marron (Arnold, 1980)

Statut de conservation UICN

 EN B1ab(iii) : En danger
Anolis marron est une espèce de sauriens de la famille des Dactyloidae. 

## Répartition
Cette espèce est endémique d'Haïti. Elle se rencontre dans la péninsule de Tiburon.

## Description
Les mâles mesurent jusqu'à 50 mm et les femelles jusqu'à 42 mm.

## Publication originale
- Arnold, 1980 : Geographic variation in Anolis brevirostris (Sauria: Iguanidae) in Hispaniola. Breviora, no 461, p. 1-31 (texte intégral).